# Фудзивара-но Мутимаро
Фудзивара-но Мутимаро (яп. 藤原 武智麻呂; 680 — 29 августа 737) — японский аристократ периода Нара, сын Фудзивара-но Фухито и Сога-но Сёси. Губернатор провинции Оми в 716 году, правый министр с 734 года. Вместе с тремя братьями попытался установить гегемонию рода Фудзивара, устранив в 729 году главного конкурента — принца Нагая. Умер во время эпидемии оспы, стал основателем одной из ветвей рода.
В числе сыновей Мутимаро был Фудзивара-но Накамаро.